# 人事室第二辦公室
人事室第二办公室，简称“人二室”，是台湾戒严时期各政府机关、学校、公营事业机构以及部分民营企业设立的机构，主要职责是“保密防谍”、监控所在单位工作人员的思想言行。

## 概况
《動員戡亂時期保密防諜實施辦法》第4條規定，各級政府機關應設置保防機構，機關保防工作由司法行政部（即后来的法务部）辦理；此為人二室的法律依據。表面上，人二室隶属于人事室；但实际上，人二室编制属于司法行政部调查局（即后来的法务部调查局）人事查核系统，成员来自司法行政部。人二室公开的职责，包括负责机关保防、安全维护、政风工作、政风法令宣导；但事实上，人二室不考核公务体系人事能力，只考核个人思想，真正的职责是负责监控单位人员的忠诚与思想问题。
法务部调查局退休副局长高明辉的口述歷史書《情治档案：一个老调查员的自述》（范立達整理，商周出版）表示，早年司法行政部调查局设在各机关内的人事查核单位，最早名称叫“保防室”，后来改名叫“安全室”；直到1970年左右，行政院副院長蒋经国举行國內治安會議“永靖会议”时，斥责安全单位在外形象不佳，下令全数裁撤、并入各机关人事单位中；幕僚人員索性在人事室成立“人事室第二辦公室”，將安全單位編制人員原封不動編入，做原來的工作。
1980年代，党外运动立法委員呼吁裁撤各政府机关的人二室，宜兰县县长陈定南更以行政命令要求人二室不得于宜兰县政府各机关内活动。1992年6月16日，立法院三讀通過《政風機構人員設置條例》。1992年8月14日，法务部與銓敘部订定发布《政风机构人员设置条例施行细则》，人二室改组为“政风室”专职监督政风，并销毁所有人二室时代的档案资料。